# Erik Spoelstra
Erik Celino Spoelstra (Evanston, Illinois, 1. studenog 1970.) američki je profesionalni košarkaški trener filipinskog porijekla. Trenutačno je glavni trener Miami Heata. Spoelstra je preuzimanjem klupe Heata postao najmlađi trener koji je vodio neku momčad u NBA ligi.

## Rani život
Spoelstra je odrastao u Portlandu, u saveznoj državi Oregon. Ondje je pohađao srednju školu Jesuit High School i sveučilište Portland. Tijekom srednjoškolske karijere postao je trećim asistentom škole svih vremena (488), izjednačio se na trećem mjestu po broju pogođenih trica (148) i šestom mjestu po postotku šuta s linije slobodnih bacanja (82,4%) i trice (38,4%). 
Četiri godine proveo je startni razigravač Pilotsa i u prosjeku postizao 9,2 poena, 2,4 skoka i 4,4 asistencija po utakmici. Na prvoj godini izabran je za freshmana godine West Coast konferencije. Nakon završetka sveučilišta, dvije godine proveo je kao trener-igrač u njemačkom klubu Herten Ruhr Devils. 

## Trenerska karijera

### Miami Heat
U travnju 2008. imenovan je nasljednikom trenera Pata Rileya na klupi Miami Heata. Spoelstri je to prvi samostalni posao u trenerskoj karijeri. Prije toga godinama je radio godinama radi unutar kluba. Time je postao najmlađi trener koji je vodio neku momčad u NBA ligi. Tijekom sezone u klub je uveo neke novitete poput ograničenja minutaže najboljem igraču kluba, u svrhu da bude odmoran za daljnji tijek utakmice i da mladi igrači s klupe dobiju dodatno samopouzdanje.

## Privatan život
Njegov otac, Joel Spoelstra, bivši je izvršni direktor NBA klubova Portland Trail Blazersa, Denver Nuggetsa, Buffalo Bravesa i New Jersey Netsa. Njegova majka, Elisa Celino rođena je u najstarijem filipinskom gradu San Pablo Cityu. 

## Trenerska statistika
| Klub   | Godina    | Uta. | Pob. | Izg. | Pob.–Izg.% | Završetak                  | Uta. vodio | Uta. pob. | Uta. izg. | Rezultat                        |
| ------ | --------- | ---- | ---- | ---- | ---------- | -------------------------- | ---------- | --------- | --------- | ------------------------------- |
| Miami  | 2008./09. | 82   | 43   | 39   | .524       | 3. u Jugozapadnoj diviziji | 4          | 3         | 4         | Poraz u prvom krugu doigravanja |
| Ukupno |           | 82   | 43   | 39   | .524       |                            | 4          | 3         | 4         |                                 |

## Vanjske poveznice
- Profil na NBA.com
- Profil na ESPN.com
- Profil na Basketball-Reference.com